# Konrad z Offidy
Konrad z Offidy OFM, wł. Corrado da Offida (ur. ok. 1237 w Offidzie, zm. 12 grudnia 1306 w Bastia Umbra) – włoski franciszkanin, kapłan, błogosławiony Kościoła katolickiego.

## Życiorys
Konrad urodził się ok. 1237 w Offidzie w prowincji Ascoli Piceno w Marchii Ankońskiej. Mając piętnaście lat wstąpił do założonego przez Franciszka z Asyżu Zakonu Braci Mniejszych. Z pokory, za zgodą przełożonych, przerwał studia teologiczne i poświęcił się najprostszym zajęciom w klasztorze, pełnił posługi kuchennego, kwestarza i furtiana. Władze zakonne uznały jednak, że Konrad powinien zostać kapłanem. Skierowano go więc ponownie na studia. Po przyjęciu święceń kapłańskich poświęcił się głoszeniu kazań. Przebywał też w miejscu odosobnienia i modlitwy na La Vernie w Toskanii. Miał okazję poznać niektórych pierwszych towarzyszy św. Franciszka, m.in. brata Leona. Trzykrotnie pełnił urząd gwardiana: w Offidzie, w Forano i na La Vernie. Zmarł 12 grudnia 1306 w Bastii Umbryjskiej, gdzie udał się z kazaniami adwentowymi. Został pochowany w Kolegiacie Świętego Krzyża w Bastii. We wrześniu 1320 ciało zostało przeniesione i złożone wraz z relikwiami bł. Idziego z Asyżu w Kościele św. Franciszka al Prato w Perugii. Kult Konrada z Offidy zatwierdził papież Pius VII w 1817. Przeniesienie relikwii bł. Konrada do Offidy miało miejsce 12 listopada 1994. Spoczywają pod ołtarzem w kościele kolegiackim w Offidzie.